# Michael Crawford
Michael Crawford, OBE (ur. 19 stycznia 1942) – brytyjski śpiewak (tenor) oraz aktor sceniczny i musicalowy. Najbardziej znany jako pierwszy odtwórca tytułowej roli Upiora w musicalu Phantom of the Opera (Upiór w Operze) – zarówno na światowej prapremierze na londyńskim West Endzie, jak i na nowojorskim Broadwayu.

## Życiorys

### Nazwisko
Artysta urodził się jako Michael Patrick Dumbbell-Smith w Salisbury, Wiltshire, Wielka Brytania. Był wychowywany przez owdowiałą matkę Doris (i dziadków). Jej pierwszy mąż, Arthur Dumbbell-Smith, zginął w trakcie bitwy o Anglię, Michael urodził się 2 lata po jego śmierci (jako efekt przelotnego związku), lecz odziedziczył nazwisko. W 1945 jego matka wyszła ponownie za mąż za właściciela sklepu warzywnego (Den Ingram), Michael otrzymał wtedy jego nazwisko.

### Początki
Od dzieciństwa cechował się znakomitym głosem. Pierwszym publicznym wystąpieniem w wieku lat 7 był udział w chórze występującym w londyńskiej katedrze św. Pawła.
Stał się szybko cudownym dzieckiem. Do uzyskania wieku dojrzałego wystąpił w wielu musicalach, filmach, radiowych słuchowiskach i przedstawieniach. Profesjonalny debiut miał w wieku lat 13 w przedstawieniu Let's Make an Opera później wystąpił w Noye's Fludde. W tym okresie przybrał swoje sceniczne nazwisko Crawford.

### PrzedUpiorem
Crawford zagrał w kilku filmach:
- The Knack...and How to Get It
- A Funny Thing Happened on the Way to the Forum
- How I Won the War
- Alice's Adventures in Wonderland

lecz pierwszy rozgłos przyniosła mu w 1969 jedna z głównych ról w Hello, Dolly!, filmowej adaptacji musicalu pod tym samym tytułem.
W roku 1967 zadebiutował na Broadwayu w spektaklu Black Comedy/White Lies. Inne musicale w których zagrał to:
- Flowers for Algernon (1979)
- Barnum (1981)

Michael Crawford był również gwiazdą bardzo popularnego serialu komediowego Cudowny Dzieciak (Some Mothers Do 'Ave 'Em) wyświetlanego również w Polsce. Występował tam z przerwami od 1973 do 1978 roku.

### Upiór Opery
Andrew Lloyd Webber, kompozytor Upiora w Operze spotkał wcześniej Crawforda i widział go w kilku rolach. Crawford wyraził zainteresowanie główną rolą, lecz musical był jeszcze na zbyt wczesnym etapie produkcji i do współpracy nie doszło. Po kilku miesiącach powstało testowe wideo, w którym jako Upiór wystąpił śpiewak rockowy Steve Harley śpiewający utwór tytułowy. Kompozytor stwierdził, że Harley nie nadaje się do tej roli, która wymaga głosu nie tyle rockowego, lecz raczej romantycznego. Crawforda zarekomendowała ówczesna żona Webbera, Sarah Brightman (w nagraniu testowym jako Christine), która miała z Crawfordem wspólnego nauczyciela śpiewu, Iana Adama. Wokalista otrzymał angaż i stał się pierwszym historycznym Upiorem, zarówno na deskach londyńskich 1986, jak i na Broadwayu 1988 i w Los Angeles.
Za rolę został obsypany wieloma nagrodami, m.in.:
- Olivier Award,
- Tony Award,
- N.Y's Drama Desk Award,
- LA Drama Critics Circle Award

Crawford śpiewał partie Upiora aż do 29 kwietnia 1990 dając ponad 1300 przedstawień.

### Po 1990
Dalsza kariera przebiegała już z mniejszymi sukcesami. Crawford zagrał ze zmiennym szczęściem w spektaklach:
- EFX w Las Vegas (co zakończyło się kontuzją i operacją wszczepienia sztucznego stawu biodrowego).
- Taniec Wampirów w latach 2002- 2003
- The Woman in White (inny musical Webbera) we wrześniu 2004. (po 3 miesiącach opuścił obsadę z powodów zdrowotnych)[2] i nie był w stanie podjąć roli na Broadwayu.

Crawford śpiewa głównie recitale, najważniejsze z nich to:
- The Music of Andrew Lloyd Webber z wyjątkami z utworów Webbera 1991
- Michael Crawford: Live In Concert w 1998 tournée po USA
- Gala w 2006 z okazji pobicia przez Upiora rekordu długości grania jednego spektaklu na Broadwayu (wyprzedzono inny spektakl Webbera Koty)

### Życie prywatne
W roku 1965 pojął za żonę Gabrielle Lewis. Para rozwiodła się w roku 1975, lecz pozostała w dobrej relacji. Mają dwie córki: Emmę (ur. 1966) i Lucy (ur. 1968).
W roku 2006 artysta kupił dom w Nowej Zelandii (Bay of Islands).

## Obsada w filmach i musicalach
- The Woman In White (2004) – hrabia Fosco
- Taniec Wampirów Broadway (2002) – hrabia Giovanni von Krolock
- Trans-Siberian Orchestra - The Ghosts of Christmas Eve (2001) — on sam
- Pewnego razu w lesie (1993) — Cornelius (głos)
- Upiór w operze (1986) – Upiór / Erik
- Barnum (1981) — P.T. Barnum
- Condorman (1981) — Woody Wilkins
- Flowers for Algernon (1979) – Charlie Gordon
- Billy (Billy Liar - The Musical) (1975) – Billy
- Przygody Alicji w Krainie Czarów (1972) — Biały Królik
- Hello-Goodbye (1970) – Harry England
- The Games (1970) — Harry Hayes
- Hello, Dolly! (1969) — Cornelius Hackl
- How I Won the War (1967) — Goodbody
- The Jokers (1967) – Michael Tremayne
- Zabawna historia wydarzyła się w drodze na forum (1966) — Hero
- The Knack...and How to Get It (1965) – Colin
- Two Left Feet (1963) – Alan Crabbe
- The War Lover (1962) — sierż. Junior Sailen
- Two Living, One Dead (1961) – Nils Lindwall
- A French Mistress (1960) – Kent
- Soapbox Derby (1958) – Peter Toms
- Blow Your Own Trumpet (1958) – Jim Fenn

## Dyskografia

### Solo
- Songs from the Stage and Screen (1987)
- Michael Crawford Performs Andrew Lloyd Webber (1991)
- With Love/The Phantom Unmasked (1992)
- A Touch of Music in the Night (1993)
- Favorite Love Songs (1994)
- On Eagle's Wings (1998)
- In Concert (1998)
- A Christmas Album (1999)
- The Disney Album (2001)
- The Early Years – MCIFA Members Only Exclusive (2001)
- The Best of Michael Crawford – Australian Release (2002)
- The Very Best of Michael Crawford (2005)

### W obsadzie
- A Funny Thing Happened on the Way to the Forum (1966)
- Hello, Dolly! (1969)
- Billy (1974)
- Flowers for Algernon (1980)
- Barnum (1981)
- Phantom of the Opera (1986)
- Highlights from Phantom of the Opera (1986)
- Once Upon a Forest (1993)
- EFX (1995)
- Woman In White (2004 London Cast) (2004)
- WALL·E (2008) (cytat z Hello, Dolly!)